# Endomychus tomishimai
Endomychus tomishimai là một loài bọ cánh cứng trong họ Endomychidae. Loài này được Nakane miêu tả khoa học năm 1994.